# Norco, Louisiana
Norco är en så kallad census-designated place i Saint Charles Parish i Louisiana. Vid 2010 års folkräkning hade Norco 3 074 invånare.